# Eldorbek Suyunov
Eldorbek Suyunov (Uzbek Cyrillic: Элдорбек Суюнов; sinh ngày 12 tháng 4 năm 1991 ở Qarshi, Uzbekistan) là một cầu thủ bóng đá người Uzbekistan thi đấu cho FC Pakhtakor Tashkent và đội tuyển bóng đá quốc gia Uzbekistan.

## Sự nghiệp
Anh là cầu thủ của học viện trẻ Nasaf. Kể từ năm 2008 anh bắt đầu thi đấu ở đội trẻ Nasaf. Năm 2011, anh bắt đầu thi đấu cho đội một. Kể từ năm 2012 anh là thủ môn số một của Nasaf. Anh từng thi đấu tại Vòng loại Cúp bóng đá châu Á 2015.

## Danh hiệu

### Câu lạc bộ
Nasaf
- Á quân Giải bóng đá vô địch quốc gia Uzbekistan (1): 2011
- Á quân Cúp bóng đá Uzbekistan (3): 2011, 2012, 2013
- Cúp AFC (1): 2011